# Ginette Garcin
Pour les articles homonymes, voir Garcin.
Ginette Garcin, née le 4 janvier 1928 dans le 1er arrondissement de Marseille et morte le 10 juin 2010 à Nanterre, est une actrice et chanteuse française.

## Biographie
Ginette Garcin, d'une vieille famille de Marseille gérant l'établissement des bains populaires du Petit Pavillon fondé en 1857, la seconde plage marseillaise après les Catalans. Celle qui était surnommée « la fille des bains Garcin », chantait alors dans diverses fêtes régionales, notamment à l'âge de 16 ans en juillet 1944, à Aix-en-Provence.
Elle commence sa carrière le 27 novembre 1942 au Variété Casino de Marseille, dans l'opérette marseillaise Avec le Soleil de Émile Audiffred, avec Reda Caire, Mireille Ponsard et Alida Rouffe. En février 1947, elle débute comme chanteuse dans l'orchestre de Jacques Hélian où elle forme un duo avec Jean Marco, le chanteur vedette de l'orchestre, y reste jusqu'en septembre 1951, puis travaille avec Loulou Gasté et continue à Rouen dans les revues du Nouveau-Théâtre de Strélesky ; son interprétation de Charlot sur la musique de Deux petits chaussons avait été très remarquée ; elle avait alors pour partenaire Colette Vudal, Mona Monick et Robert Thomas, l'auteur de pièces policières à succès.
Dans les années 1960, elle est l'une des premières interprètes de Boby Lapointe et de Jean Yanne, sur disque et au cabaret.
Dès les années 1970, elle entame une carrière théâtrale et cinématographique sous la direction de Jean Yanne, Michel Audiard, Claude Lelouch, Yves Boisset ou Jean-Charles Tacchella. En 1972, dans Tout le monde il est beau, tout le monde il est gentil de Jean Yanne, elle chante et danse un étonnant tango mystique et burlesque Dans les bras de Jésus. C'est elle aussi qui fait chanter La Bonne Aventure o-gué aux enfants de la noce, dans Cousin, Cousine.
Elle tourne ensuite pour la télévision dans la série télé Marc et Sophie.
Auteur de la pièce à succès Le Clan des veuves (1990), qu'elle interprète avec Jackie Sardou pendant quatre années consécutives, elle joue et chante en 1997 dans Le Passe-muraille d'après Marcel Aymé, une comédie musicale de Didier van Cauwelaert et Michel Legrand.
Dans la série télé Famille d'accueil, de 2001 jusqu'à sa disparition, Ginette Garcin campe « Jeanne Ferrière » la grand-tante de Daniel, personnage secondaire  mais présent dans la quasi-totalité des épisodes. Elle apparaît dans La Beuze ou Les Dalton. Elle reprend la pièce qu'elle avait écrite et montée, Le Clan des veuves, en 2006 aux Bouffes-Parisiens.
Puis à partir de 2008, elle joue dans la pièce de théâtre Monique est demandée caisse 12, de Raphaël Mezrahi.
Elle est la veuve et la troisième épouse de l'écrivain et journaliste Robert Beauvais.
Atteinte d'un cancer du côlon, Ginette Garcin meurt le 10 juin 2010 à l'âge de 82 ans, des suites de sa maladie,, dans un hôpital de Nanterre, où elle avait été admise après une « rechute foudroyante » (selon son agent), quelques jours après avoir tourné pour France 3 un dernier épisode de la série Famille d'accueil et le tout premier long-métrage de Joël Chalude, Crimes en sourdine.
Elle a été incinérée  le 14 juin 2010 au crématorium du mont Valérien.

## Filmographie

### Cinéma

#### Longs métrages
- 1950 : Pigalle-Saint-Germain-des-Prés de André Berthomieu
- 1951 : Musique en tête de Georges Combret et Claude Orval
- 1971 : Le drapeau noir flotte sur la marmite de Michel Audiard : Séverine Ploubaz
- 1972 : Tout le monde il est beau, tout le monde il est gentil de Jean Yanne : la script chanteuse
- 1972 : Le Tueur de Denys de La Patellière : Lulu
- 1973 : Moi y'en a vouloir des sous de Jean Yanne : Ginette
- 1974 : Par ici la monnaie de Richard Balducci
- 1974 : Juliette et Juliette de Rémo Forlani : Mlle Quiblier
- 1975 : Cousin, Cousine de Jean-Charles Tacchella : Biju
- 1975 : Dupont Lajoie de Yves Boisset : Ginette Lajoie
- 1976 : Oublie-moi, Mandoline de Michel Wyn
- 1977 : Le Pays bleu de Jean-Charles Tacchella : Zoé
- 1979 : Charles et Lucie de Nelly Kaplan : Lucie
- 1981 : Les Uns et les Autres  de Claude Lelouch : Ginette
- 1981 : La Gueule du loup de Michel Léviant : Fernande
- 1983 : Édith et Marcel de Claude Lelouch : Guite
- 1984 : Notre histoire de Bertrand Blier : la fleuriste
- 1985 : Tranches de vie de François Leterrier
- 1985 : Partir, revenir  de Claude Lelouch : la domestique du curé
- 1986 : Paris minuit : la clocharde
- 1987 : Attention bandits !  de Claude Lelouch
- 1987 : Il est génial Papy ! de Michel Drach : la concierge
- 1989 : Rouget le braconnier de Gilles Cousin : la mère Potard
- 1991 : Les Secrets professionnels du docteur Apfelglück : Marinette âgée
- 1992 : 588, rue Paradis de Henri Verneuil
- 1992 : L'homme de ma vie de Jean Charles Tacchella : Arlette
- 1995 : Les Bidochon de Serge Korber : Mme Bordel
- 2000 : Deuxième Vie de Patrick Braoudé : Henriette
- 2001 : Entre deux rails : Marguerite
- 2001 : Mauvais Genres de Francis Girod : Louisette Vincent
- 2003 : La Beuze de François Desagnat et Thomas Sorriaux : madame Batin
- 2004 : Les Dalton de Philippe Haïm : Ma James
- 2005 : Terre de sang de Nicolas Guillou : Yvonne le Dantec
- 2009 : La Femme invisible d'Agathe Teyssier : Bonne-Maman
- 2009 : Trésor de Claude Berri : la dame
- 2011 : Léa de Bruno Rolland : la grand-mère
- 2012 : Crimes en sourdine de Joël Chalude : Mme Garcia

#### Courts métrages
- 1947 : Rythmes de Paris de Henri Verneuil
- 1949 : Une journée avec Jacques Hélian et son orchestre de Henri Verneuil
- 1956 : Paris la nuit de Jacques Baratier et Jean Valère
- 1995 : Oui de Pascal Pérennès
- 1999 : Ces messieurs de la maréchaussée de Emmanuel Rigaut
- 2001 : Entre deux rails de Claire Jeanteur
- 2007 : Bouche à bouche (film, 2007) de Louis Dupont

### Télévision
- 1969 : En votre âme et conscience, épisode : L'Affaire Deschamps ou la reconstitution de  Jean Bertho
- Début jusqu'au milieu des années 1970 : C'est pas sérieux, émission satirique de Jean Amadou

- 1974 : Messieurs les jurés : L'Affaire Hamblain d'André Michel
- 1976 : Le Temps d'un regard (téléfilm) : l'hôtelière
- 1978 : Les Cinq Dernières Minutes épisode Les loges du crime de Jean Chapot : Lucie
- 1978 :  Désiré Lafarge  épisode : 35 mm couleur pour Désiré Lafarge  de Jean Pignol
- 1978 : Les Enquêtes du commissaire Maigret, épisode : Maigret et le Marchand de vin de Jean-Paul Sassy : Mme Blanche
- 1979 : Pierrot mon ami (téléfilm) : Mme Pradonet
- 1979 : La Grâce (téléfilm) : Marianne Huchemin
- 1979 : Les Fleurs fanées (téléfilm) : Mathilde
- 1980 : Docteur Teyran (téléfilm) : Ginette
- 1981 : Les Enquêtes du commissaire Maigret de Stéphane Bertin (série télévisée), épisode : Maigret se trompe
- 1981 : Messieurs les Jurés « L'Affaire Baron » de Boramy Tioulong : Raymonde Entraigues
- 1982 : Ce fut un bel été (téléfilm) : Dominique
- 1982 : Les Joies de la famille Pinelli (téléfilm) : Germaine
- 1983 : Le Disparu du 7 octobre (téléfilm) : Marie Fortier
- 1984 : Lace (téléfilm) : Mme Chardin
- 1985 : Série noire (série télévisée) : Simone
- 1987 : L'Heure Simenon (série télévisée) : La voisine
- 1987-1991 : Marc et Sophie (série télévisée) : Mamma
- 1989-1990 : Imogène (série télévisée) : Maryvonne
- 1991 : Crimes et jardins (téléfilm) : Ida
- 1993 : L'Instit (série télévisée), épisode 1-03, Concerto pour Guillaume, de Jacques Ertaud : Donatienne
- 1993 : Mayrig (feuilleton TV)
- 1996 : Dans un grand vent de fleurs : Honorade Beauval
- 1997 : Maigret et l'enfant de chœur de Pierre Granier-Deferre : Denise
- 1997 : La Vie comme un Dimanche : sœur Louise
- 1997 : Les Petites Bonnes (téléfilm) : Germaine
- 2000 : L'Avocate (téléfilm) : Mme Carton
- 2000 : Le grand patron Épisode 2 Saison 1 : Édith
- 2001 : Mistinguett, la dernière revue : Ernestine
- 2001-2010 : Famille d'accueil (série télévisée) : Jeanne Ferrière dit Tante Jeanne
- 2002-2003 : Père et Maire (série télévisée) : Mme Cotte
- 2003 : Le Don fait à Catchaires (téléfilm) : Rose
- 2005 : Marc Eliot (série télévisée) : Mamy Eliot
- 2005 : Retiens-moi (téléfilm) : Mme Vannier
- 2005 : La Tête haute (téléfilm) : mère Cardinaud
- 2006 : Concours de danse à Piriac (téléfilm) : la mamie de Marc
- 2007 : La Boîte à images (téléfilm) : Émilie Fargeau
- 2010 : Camping Paradis (saison 1, épisode 6) (téléfilm) : Geneviève
- 2010 : Famille décomposée, téléfilm de Claude d'Anna : Noisette

## Théâtre et comédie musicale
- 1971 : Le Nu au tambour de Noël Coward, mise en scène Jacques-Henri Duval, Théâtre Michel
- 1971 : Au bal des chiens de Remo Forlani, mise en scène André Barsacq, Théâtre de l'Atelier
- 1975 : Au théâtre ce soir : Le Nu au tambour de Noël Coward, mise en scène Jacques-Henri Duval, réalisation Pierre Sabbagh, Théâtre Édouard VII
- 1978 : Hôtel particulier de Pierre Chesnot, mise en scène Raymond Rouleau, Théâtre de Paris
- 1981 : La Grande Shirley de Pierre Guénin, mise en scène Yves Gasc
- 1985 : On m'appelle Émilie de Maria Pacôme, mise en scène Jean-Luc Moreau, tournée
- 1985 : Émilie Jolie, comédie musicale de Philippe Chatel, mise en scène Robert Fortune: L'horloge
- 1986 : Le Nègre de Didier van Cauwelaert, mise en scène Pierre Boutron, Théâtre des Bouffes-Parisiens
- 1988 : L'Inconvenant de Gildas Bourdet, mise en scène de l'auteur, Théâtre de l'Idéal, Théâtre national de la Colline
- 1989 : La Bonne Adresse de Marc Camoletti, mise en scène de l'auteur, Théâtre Michel
- 1990 : Le Clan des veuves de Ginette Garcin, mise en scène François Guérin, Théâtre Fontaine
- 1994 : Le Clan des veuves de Ginette Garcin, mise en scène François Guérin, tournée
- 1996 : Ciel ma mère de Clive Exton, mise en scène Jean-Luc Moreau, Théâtre de la Michodière
- 1997 : Le Passe-muraille de Marcel Aymé, mise en scène Alain Sachs, Théâtre des Bouffes-Parisiens
- 2000 : Ginette Garcin chante Jacques Hélian, Théâtre Mouffetard
- 2000 : Ma mère avait raison de Ginette Garcin, mise en scène Gérard Chevalier, Sudden Théâtre
- 2001 : Mistinguett, la dernière revue de Franklin Le Naour et Jérôme Savary, mise en scène Jérôme Savary, Opéra-Comique
- 2002 : Au soleil de Vincent Scotto d'après Vincent Scotto, mise en scène André Bernard, Théâtre Mouffetard
- 2006 : Le Clan des veuves de Ginette Garcin, mise en scène Édouard Pretet, Théâtre des Bouffes-Parisiens
- 2008 : Monique est demandée en caisse 12 de Raphaël Mezrahi, mise en scène Philippe Sohier, Théâtre du Rond-Point
- 2009 : Monique est demandée en caisse 12 de Raphaël Mezrahi, mise en scène Philippe Sohier, Théâtre des Variétés
- 2010 : Monique est toujours demandée en caisse 12 de Raphaël Mezrahi, mise en scène Philippe Sohier, La Cigale

## Chanson
- 1949 : La Chanson de Craonne, Maître Pierre
- 1966 : Cresoxipropanediol en capsule, paroles de Jean Yanne, musique de Jean Baitzouroff
- 1971 : Jésus Tango, paroles de Jean Yanne, musique de Michel Magne
- 1974 : Par ici la Monnaie, paroles de Yves Dessca, musique de Paul de Senneville - Olivier Toussaint
- 1975 : La Moitié de la France, paroles et musique Michel Jourdan, arrangements Guy Mattéoni
- 1981 : Paris t'es dégueulasse. BO du film Les Uns et les autres. Paroles de Jean Yanne.